# Región de Lacs
Lacs fue hasta 2011 una de las 19 regiones que componían Costa de Marfil. La capital era Yamusukro. Su superficie era de 8940 km², con una población de 597.500 habitantes (estimación de 2002).

## Departamentos
La región estaba dividida en tres departamentos: Tiébissou, Toumodi y Yamusukro.